# Sebastiania eglandulata
Sebastiania eglandulata är en törelväxtart som först beskrevs av Vell., och fick sitt nu gällande namn av Ferdinand Albin Pax. Sebastiania eglandulata ingår i släktet Sebastiania och familjen törelväxter. Inga underarter finns listade i Catalogue of Life.